# Padraig O'Keeffe
Padraig O'Keeffe (Irish: Pádraig Ó Caoimh) (1887-1963) était un musicien traditionnel irlandais.

## Biographie
O'Keeffe est né en Glountane, Castleisland, Comté de Kerry, dans une grande famille où son père était le directeur de l'école nationale locale . Il a été élevé par ses grands-parents maternels. La zone, qui fait partie de la région Sliabh Luachra, était bien versé dans la musique et Padraig a appris à jouer du violon par son oncle maternel, O’Callaghan. Il est allé à Dublin pour une formation d'enseignant de l'école nationale et sur qualification revient enseigner dans la vieille école de son père en 1915.
Il n'était pas heureux dans ce travail d'enseignant conventionnel et le quitta vers 1920 pour un style de vie plus romantique. Le reste de sa vie a été consacré au violon, dont il jouait avec un style très distinctif, à l'accordéon ainsi qu'à leur enseignement. Celui-ci était plutôt intuitif et faisait usage de tablatures. Des centaines de tablatures réalisées pour ses élèves ont été conservées par des particuliers et deux volumes de fac-similés ont été publiés. Mais sa musique n'est pas encore entièrement recueillies. Parmi ses élèves on trouvait Denis Murphy, sa sœur Julia Clifford et Johnny O'Leary.
Il a composé un certain nombre de morceaux dont Johhny Cope, une variation en six parties sur une mélodie celtique traditionnelle. Il a souvent joué dans le pub de Jack Lyon en Scartaglen. Sa musique a été recueilli en 1947-1949 par Seamus Ennis et plus tard par Seamus MacMathuna. Ces enregistrements ont été diffusés sur Radio Éireann (RTE), et plus tard, en 1952, réutilisés par la BBC, ce qui lui apporta une renommée. Durant les années 1940, les enregistrements ont été émises plus tard sur un CD "Padraig O'keeffe : The Sliabh Luachra Fiddle Master". En 1993, il est considéré comme le joueur le plus influent du style Munster du XXe siècle.
Depuis 1993, le "Festival de musique traditionnelle Patrick O'Keeffe" a été tenue à Castleisland dans le Kerry.
Il n'y a pas une grande cohérence dans l'orthographe de la version anglicisée de son nom. Par exemple, dans le sujet publié "Kerry violons" (1993) par Padraig O'Keefe, Denis Murphy et Julia Clifford (un "f"). RTE a publié "Le Sliabh Luachra violon Master" par Padraig O'Keeffe.